# Ernst Buchner (Maler)
Ernst Buchner (* 3. Juni 1886 in Basel; † 17. Oktober 1951 ebenda) war ein Schweizer Maler, Grafiker, Zeichner, Radierer, Holzschneider und Kunstpädagoge.

## Leben und Werk

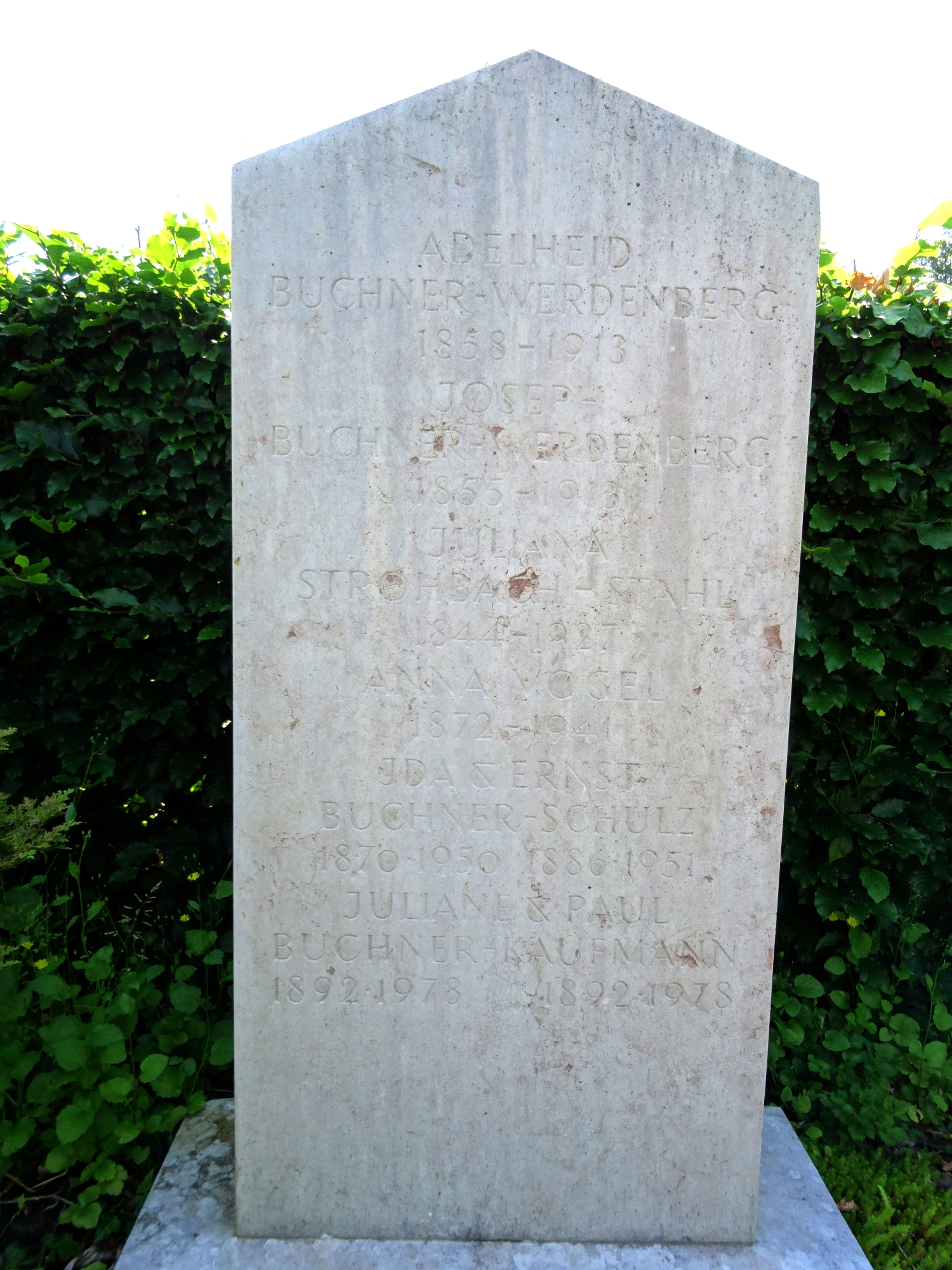
Familiengrab, Friedhof am Hörnli

Ernst Buchner besuchte an der Gewerbeschule Basel Kurse bei Fritz Schider. Anschliessend war er von 1907 bis 1911 in München Schüler von Moritz Heymann. An dessen Schule lernte er seine zukünftige Ehefrau, die Malerin, Zeichnerin und Grafikerin Ida Schulz (1870–1950), kennen. Sie vermittelte ihm auch den Kontakt zu den bei Hermann Groeber studierenden Schülern.
Ernst Buchner unternahm von 1912 bis 1913 Studienreisen nach Paris und in die Normandie. Kriegsbedingt kehrte er nach Basel zurück. Wie viele seiner Künstlerkollegen unterrichtete er an der Allgemeinen Gewerbeschule Basel.  
Buchner war Mitglied der Sektion Basel der GSMBA und von 1924 bis 1927 deren Präsident. Zudem gehörte er als deren Vertreter mehrfach der Kunstkommission des Kunstkredits Basel-Stadt an. Seine Werke zeigte er in Gruppenausstellungen. 
Seine letzte Ruhestätte fand Ernst Buchner auf dem Friedhof am Hörnli.